# Colletes alfkeni
Colletes alfkeni är en biart som beskrevs av Noskiewicz 1958. Colletes alfkeni ingår i släktet sidenbin, och familjen korttungebin. Inga underarter finns listade i Catalogue of Life.